# Un gatto nel cervello
Pour plus de détails, voir Fiche technique et Distribution.
Un gatto nel cervello, parfois commercialisé sous le titre Nightmare Concert ou Un chat dans le cerveau, est un film italien sorti en 1990.
Lucio Fulci a réalisé deux téléfilms pour Mediaset dans le cadre de la série Le case maledette, La casa nel tempo et La dolce casa degli orrori, mais ils n'ont pas été diffusés à la télévision italienne en raison de leur contenu trop violents. Lucio Fulci décide alors d'assembler des extraits de ses précédents films ainsi que des films d'autres réalisateurs et de les incorporer dans une histoire inédite où il joue le premier rôle, celle d'un réalisateur assailli par des hallucinations.

## Synopsis
un thérapeute fou assassine des victimes, donc il a l'intention de prendre en chasse l'un d'eux est le réalisateur de films d'horreur.

## Fiche technique
Sauf indication contraire, les informations mentionnées dans cette section peuvent être confirmées par la base de données cinématographiques IMDb,  présente dans la section « Liens externes ».
- Titre original : Un gatto nel cervello (litt. « Un chat dans le cerveau »)
- Réalisateur : Lucio Fulci
- Scénario : Lucio Fulci, Giovanni Simonelli (it), Antonio Tentori
- Photographie : Alessandro Grossi
- Montage : Vincenzo Tomassi (it)
- Musique : Fabio Frizzi
- Costumes : Milena Printus
- Trucages : Pino Ferranti
- Producteur : Antonio Lucidi, Luigi Nannerini
- Sociétés de production : Executive Cine TV
- Pays de production :  Italie
- Langue de tournage : italien
- Format : Couleurs - 1,66:1 - Son mono - 35 mm
- Durée : 87 minutes (1 h 27)
- Genre : Giallo
- Dates de sortie :
  - Italie : 8 août 1990
- interdit aux moins de 12 ans

## Distribution
- Lucio Fulci : Lucio Fulci
- Malisa Longo : Katya Schwarz
- David L. Thompson : Egon Schwarz, le psychiatre
- Shilett Angel : Le producteur Filippo
- Jeoffrey Kennedy : L'agent Gabriele Vanni
- Paola Cozzo : L'infirmière Lilly
- Brett Halsey : Le monstre (extrait de Soupçons de mort)
- Ria De Simone (it) : La soprano (extrait de Soupçons de mort)
- Sacha Maria Darwin : La femme licenciée (extrait de Soupçons de mort)
- Robert Egon (it) : Robert Egon, le second monstre (extrait de Les Fantômes de Sodome) / L'homme tué dans le port (extrait de Massacre (it))
- Adriana Russo : La femme décapitée (extrait de Non aver paura della zia Marta (it))

## Les films dans le film
Outre les extraits des films de Lucio Fulci Soupçons de mort et Les Fantômes de Sodome, le film comporte également des extraits de films d'autres metteurs en scène, qui figurent dans la collection de téléfilms Lucio Fulci presenta : 
- Massacre (it) d'Andrea Bianchi
- Non aver paura della zia Marta (it) de Mario Bianchi
- Bloody Psycho (it) de Leandro Lucchetti
- Hansel e Gretel de Giovanni Simonelli (it) et Lucio Fulci
- Luna di sangue (it) d'Enzo Milioni (it).